# Dicranomyia (Idiopyga) danica
Dicranomyia (Idiopyga) danica is een tweevleugelige uit de familie steltmuggen (Limoniidae). De soort komt voor in het Palearctisch gebied.